# Revue Bryologique et Lichénologique
Revue Bryologique et Lichénologique (abreviado Rev. Bryol. Lichenol.) fue una revista con ilustraciones y descripciones botánicas que fue editada en Caen desde el año 1932 hasta 1979 con los números 5 al 48. Fue precedida por Revue Bryologique y reemplazada por Cryptogamie - Bryologie et Lichenologie.